# Jean Ache
Jean Ache, pseudonimo di Jean-Baptiste Huet (Le Havre, 29 agosto 1923 – Joinville-le-Pont, 9 dicembre 1985), è stato un fumettista, pittore e illustratore francese.

## Biografia
Jean Ache iniziò la sua carriera nell'animazione, realizzando il suo primo cartone animato, L'Émule de Tartarin, all'età di 18 anni, prima di entrare negli studi Cavaignac Films per il cartone animato Calisto la piccola ninfa. Nel 1943 diventò animatore del film "Anatole fait du camping" di Albert Dubout. Incontro, presso lo studio Dubout, Frédéric de Nussy(pseudonimo Louis Frédéric), sceneggiatore dei suoi primi fumetti disegnati nel 1943 e pubblicati sotto l'occupazione tedesca. Prese contatto con la resistenza francese che gli fornì documenti falsi e tessere alimentari, passando così attraverso molteplici controlli tedeschi a Parigi.
Nel 1946, liberato dagli obblighi militari, iniziò a collaborare con le testate giornalistiche destinate ai giovani. Negli anni 1946-49 lavorò per i libri illustrati OK (dove conobbe Albert Uderzo), Mon Journal e Kid Magazine. Nel 1948 creò per France Dimanche "Le avventure di Archibald", dove rinnovò il suo personaggio di Biceps (1944-1948). Nel 1950 Pierre Lazareff decise di pubblicare dei fumetti in un'intera pagina di France Soir e si rivolse a Jean Ache. Per questa pagina creò la prima eroina francese dei fumetti Arabelle, l'ultima sirena. La serie di fumetti, pubblicati su France-Soir (1950-1962: 4500 strisce), si rivolsero a un pubblico adulto e fu una novità assoluta realizzata per la prima volta. Inoltre, la donna che fino ad allora era stata raffigurata in modo caricaturale (Bécassine) o come fidanzata di un eroe (Guy l'Eclair) occupò il posto centrale dell'eroina. Arabelle era vestita con abiti di grandi stilisti (Balmain, Dior, Fath) che rendeva il fumetto molto francese. Le strisce di Arabelle vennero pubblicate anche sulla rivista Tintin. Jean Ache creò nello stesso periodo altre eroine, come Amanda, la pin-up fantasma, Coraline.
Gli anni Cinquanta segnarono l'apice della sua carriera. Arabelle, pubblicata nelle strisce quotidiane, gli portò un grande successo all'età di 27 anni (la striscia venne citata da Jean Gabin in uno dei suoi film).
Dal 1958 collaborò per 10 anni con Journal de Mickey con la serie Nic et Mino con la scenografia di Claude Dupré . Incontrò René Goscinny al giornale Pilote e disegnò nuove avventure di Archibald. Dopo il 1968 creò per Pilote (che aveva cambiato il suo stile grafico) una serie dal titolo Famous Beginners of Comics: la illustrò utilizzando la grafica di pittori come Pablo Picasso, René Magritte, Miro, Buffet, "Cappuccetto Rosso", "Alice nella terra dei surrealisti" o "la Gioconda ".
Collaborò anche a programmi televisivi per ORTF con Jean Nohain e creò il cartone animato SOS l'attacco Zlops per la televisione.
A lui dobbiamo molti altri personaggi come Lastuce e Crémolet e il loro cane Achille (1946-1971), Archibald, the strong sentimental (1948-1968), Tonton Molécule (1946-1957), BB Vitamine (1948-1967), Pastec the little Indian (1968-1970), Ortax, il robot (1978-1979), Supershoot, il calciatore (1979-1982).
Per avvicinare il pubblico giovane all'arte astratta, creò delle tavole in cui mise in scena racconti famosi e favole di Jean de La Fontaine in forme geometriche. In Francia e in Giappone furono pubblicate le litografie prese da queste tavole.
Lavorò tra gli altri per la rivista dell'esercito TAM (Terre-Air-Mer) riferendo nei fumetti episodi famosi della guerra e biografie di personaggi famosi, disegni di prevenzione della sicurezza stradale per la Gendarmerie nationale ( The Councils of the chief of gendarmerie Sagax). Fu richiesta per portare pubblicità al giornale TAM. Dal 1973 fino alla sua morte nel 1985 disegnò Pat'apouf per Le Pèlerin, riprendendo il personaggio creato da Gervy.
Jean Ache è stato uno dei fumettisti più prolifici del fumetto franco-belga e con la sua grafica chiara e limpida si distinse come un autentico disegnatore popolare.

## Opere pubblicate

### Riviste
- Le avventure di Uncle Molecule, in OK (1946-1949)
- Achille, Lastuce et Crémolet, in Mon Journal (1946-1947), in Le Journal de Bibi Fricotin (1966-1971)
- BBVitamine, in Kid Magazine (1948-1949)
- Archibald, in Francia Dimanche (1948-1957)
- Amanda, in Francia Dimanche (1948-1957)
- Il crimine non paga, in France-Soir (1953)
- Arabelle l'ultima sirena, in France-Soir (1950-1962)
- Gil Blas de Santillane, in Liberation (1955-1956)
- Nic et Mino in Le Journal de Mickey (1958-1966)
- Archibald, Cappuccetto Rosso alla maniera di, La Gioconda vista da, Lucky Luke alla maniera di, ecc. in Pilot (1965-1974)
- BBVitamine in Les Pieds Nickelés (1966-1968)
- Arabelle the Siren, a Tintin (1972-1977)
- Le avventure di Flonflon sulla rivista Flonflon: numeri dell'8 Marzo/Ottobre 1970[16]
- Consigli del capo della gendarmeria Sagax, pubblicato da ASSEGAR (1979-1982)
- Pat'Apouf in The Pilgrim (1973-1985)
- Georges Guynemer, René Mouchotte, Jean Bart, Edouard Branly, Les commandos Kieffer, Jean-Baptiste Charcot, Taxis de la Marne ecc. in TAM (1980-1984)

### Album
- Achille, Collezione Butterflies, Bias Editions, 1954
- Arabelle the siren : Paris by Night, Denoël, 1964
- Pastec, edizioni MCL Paris, 5 volumi
- Arabelle l'ultima sirena, Glénat, 1978
- Des Carrés et des Ronds, prefazione di Françoise Xenakis, Balland, 1974
- Maru to Shikaku no Sekai, edizioni Saera shobo, Tokyo, 1974.
- Nic et Mino, 4 album, Edizioni Hardi, 1962-1964
- Archibald, Bédésup, 1981
- Supershoot, Albin Michel
  - Le avventure di Supershoot, 1982
  - Spara alla porta, 1982

## Documenti
- Marjorie Alessandrini (dir.), “Jean Ache”, in,The Encyclopedia of Comics Albin Michel, 1986, p. 10[17][18]
- Dominique Petitfaux, "Jean Ache, 40 anni di fumetto (1944-1984)", in Le Collectionneur de comics n 45, 1984[19]
- Patrick Gaumer, "Jean Ache"[20]
- Mostra Jean Ache, dipinti e disegni originali, Le Havre, novembre 1984[21]
- Le Delarge[22]